# Lethal Inspection
Lethal Inspection («Смертельний огляд») - шостий епізод шостого сезону мультсеріалу «Футурама». Прем'єра цієї серії йде відразу після «The Duh-Vinci Code»24 липня 2010 року на Comedy Central.

## Сюжет
Серія починається з реконструкції Сітханской війни 2861-2865 років, яку Фрай прийняв за реконструкцію громадянської війни 1861-1865 р. Під час реконструкції Бендер, як зазвичай, не проти проїхатися щодо смертності людців. Сам Бендер - робот, і навіть якщо його тіло буде безповоротно втрачено, його особистість можна відновити з резервної копії і завантажити в нове тіло. 
Але раптом у Бендера виявляється виробничий брак - текти в маслопровід. Після всебічного огляду виявляється серйозніший дефект: відсутня система резервного копіювання. Позначку ВТК Бендеру поставив такий собі Інспектор № 5. Бендер і Гермес відправляються на пошуки Інспектори, залишивши на час їх відсутності всі паперові справи на Лілу. 
Але Інспектор виявився невловимий: файл з його особистою справою виявився видалений, в паперовому архіві його особової справи теж не виявилося. Тоді Бендер знайшов невідомо звідки взявся в XXXI-му столітті телефонну будку і подзвонив в техпідтримку Ненька. Однак у Мамочки суворий контроль якості: якщо в якомусь з роботів виявлена несправність, він відразу ж знищується. Рятуючись від роботів-вбивць Мамочки Бендер разом з Гермесом стрибають в товарний поїзд на літаючій підвісці і проїжджають на його даху через всю країну, опинившись біля мексиканського кордону. Вирішивши, що Інспектори можна буде знайти в Мексиці (Бендер був зроблений в Мексиці), герої без проблем (у Гермеса завжди з собою документи на всі випадки життя) перетинають кордон. 
Коли герої прийшли на завод, де був зроблений Бендер, виявилося, що завод давно закритий. По знайденому в старому телефонному довіднику адресою Інспектори теж ніхто вже не живе, хоча залишився його комп'ютер. Раптово героїв знаходять роботи-вбивці. Гермес наказує Бендеру бігти, а сам тим часом збирається зламати комп'ютер Інспектори, щоб повідомити, як ніби Бендер вже знищено та відкликати роботів-вбивць. І йому це вдається. 
Коли Гермес і Бендер повернулися, в "Planet Express-е творилося щось дивне: телефон відключили, корабель конфіскували, Професори ув'язнили в скляну колбу а Зойдберга підсмажували. Але Гермес зумів з усім цим розібратися за годину. На честь того, що все закінчилося добре, команда влаштовує вечірку. А коли всі йдуть, Гермес спалює в печі папку з особистою справою Інспектори № 5, в якому ми можемо побачити фотографію його самого (після показують кадри створення Бендера, молодий Гермес виявивши дефект повинен відправити Бендера в утиль, але по доброті душевній він цього не робить ). 

### Винаходи майбутнього
- Бюрократичний куб - приміщення у вигляді дворівневого кубика Рубіка.
- Бюрократичний сканер - пристрій біометричної ідентифікації для доступу до бюрократичного комп'ютера.

## Цікаві факти
- Коли вони приїжджають до Мексики на стіні однієї з будівель можна розгледіти "Adobe Photo Shoppe"
- У серії «Bendless Love» була показана зовсім інша історія складання Бендера.
- Вміст документа на інопланетне мовою, який отримує Ліла по пневматичної поштою:

NEED EXTRA CASH? 
melt down your old, unwanted humans. we pay top dollar! 
- Фолк-пісенька в кінці епізоду називається «Little Bird, Little Bird» і виконується Елізабет Мітчелл.